# Bei Shan
Bei Shan (chiń. 北山; pinyin Běi Shān) – góry w północnych Chinach, w południowo-wschodnim przedłużeniu Tienszanu. Rozciągają się na długości ok. 700 km, między Lob-norem w Sinciangu a rzeką Ruo Shui w Mongolii Wewnętrznej. Najwyższym szczytem jest Mazong Shan osiągający wysokość 2583 m n.p.m. Góry składają się z szeregu niskich, silnie zerodowanych, zbudowanych głównie ze starych skał krystalicznych i metamorficznych masywów oraz pasm, które poprzedzielane są obniżeniami wypełnionymi osadami kenozoicznymi. Występuje górska pustynia kamienista, a także pokrywy solne.